# ماهر رأفت القواري
ماهر رأفت القواري معتقل فلسطيني سابق سجنته الولايات المتحدة الأمريكية في معتقل غوانتانامو بتهمة التحالف مع تنظيم القاعدة في أفغانستان.

## حياته
وُلد ماهر رأفت القواري في مدينة غزة في قطاع غزة بفلسطين في 18 فبراير (شباط) عام 1965.

## اعتقاله
بحسب ما جاء في وثائق أمريكية مسربة نُشرت على موقع ويكيليكس الشهير في أبريل (نيسان) 2011، فقد اعتقلت حكومة الولايات المتحدة الأمريكية ماهر رأفت القواري في أفغانستان، ونُقل إلى معتقل غوانتانامو بتهمة التحالف مع تنظيم القاعدة الذي تصنفه الولايات المتحدة الأمريكية كتنظيم إرهابي، فبحسب تقارير وزارة الدفاع الأمريكية (البنتاغون)، كان ماهر رأفت القواري مسؤولاً عن حفظ الدفاتر لعمليات الإمدادات والدعم اللوجستي لمقاتلي تنظيم القاعدة في جبال تورا بورا في أفغانستان. ولكن بحسب بعض المصادر الأخرى، فقد اختطف ماهر رأفت القواري مع عرب آخرين واحتجزوا على أيدي مسلحين أفغان لمدة شهر، ثم سلمهم المسلحون إلى القوات الأمريكية لينتهي بهم الأمر في نهاية المطاف إلى الاعتقال في سجن غوانتانامو الواقع على السواحل الكوبية. وعلى الرغم من تبرئة ماهر رأفت القواري في عام 2007 لم يتم إطلاق سراحه ولكنه نقل إلى المجر في عام 2009.